# Patrícia Mamona
Patrícia Mbengani Bravo Mamona (* 21. November 1988 in São Jorge de Arroios, einer Stadtgemeinde Lissabons) ist eine portugiesische Leichtathletin. Sie ist spezialisiert auf den Dreisprung.

## Leben
Patrícia Mamona hat angolanische Eltern und wuchs in Cacém im Distrikt Lissabon auf. An der Clemson University in South Carolina studierte sie Gesundheitspflege (Health Science).
Von 2002 bis 2010 startete sie für den Verein Juventude Operária do Monte Abraão aus Queluz. Seit 2011 ist sie bei Sporting Lissabon. Sie wird von José Sousa Uva trainiert.
Ab Ende Januar 2021 überwand sie eine COVID-19-Infektion mit schweren grippalen Symptomen und nahm erst ab Mitte Februar wieder reguläres Training auf.

## Erfolge
2006 gewann sie bei den Portugiesischen Juniorenmeisterschaften sowohl im Dreisprung als auch im Weitsprung und 100-Meter-Hürdenlauf. Bei den Jogos da Lusofonia 2006 in Macau wurde sie sowohl im Dreisprung (mit 12,15 m) als auch im Weitsprung (mit 5,65 m) Dritte. Den vierten Platz belegte sie bei den Juniorenweltmeisterschaften 2006 in Peking mit einem neuen portugiesischen Juniorenrekord von 13,37 m. Bei den Jogos da Lusofonia 2009 im Estádio Universitário de Lisboa gewann sie die Dreisprungkonkurrenz mit 13,79 m. Bei den Europameisterschaften 2010 in Barcelona wurde sie im Dreisprung mit 14,07 m Achte des Finales. Den zweiten Platz belegte die mehrfache Portugiesische Dreisprung-Meisterin bei der Sommer-Universiade 2011 in Shenzhen mit 14,23 m. Ihr bis dahin größter Erfolg war die Silbermedaille bei den Europameisterschaften 2012 in Helsinki mit 14,52 m hinter Olha Saladucha. Bei ihrer ersten Olympiateilnahme, 2012 in London, verpasste sie in der Qualifikation mit 5 cm Rückstand um einen Platz den Finaleinzug. Bei den Europameisterschaften 2016 in Amsterdam gewann sie mit neuem Landesrekord von 14,58 m die Goldmedaille, bei den Halleneuropameisterschaften 2017 in Belgrad mit 14,32 m hinter Kristin Gierisch die Silbermedaille.

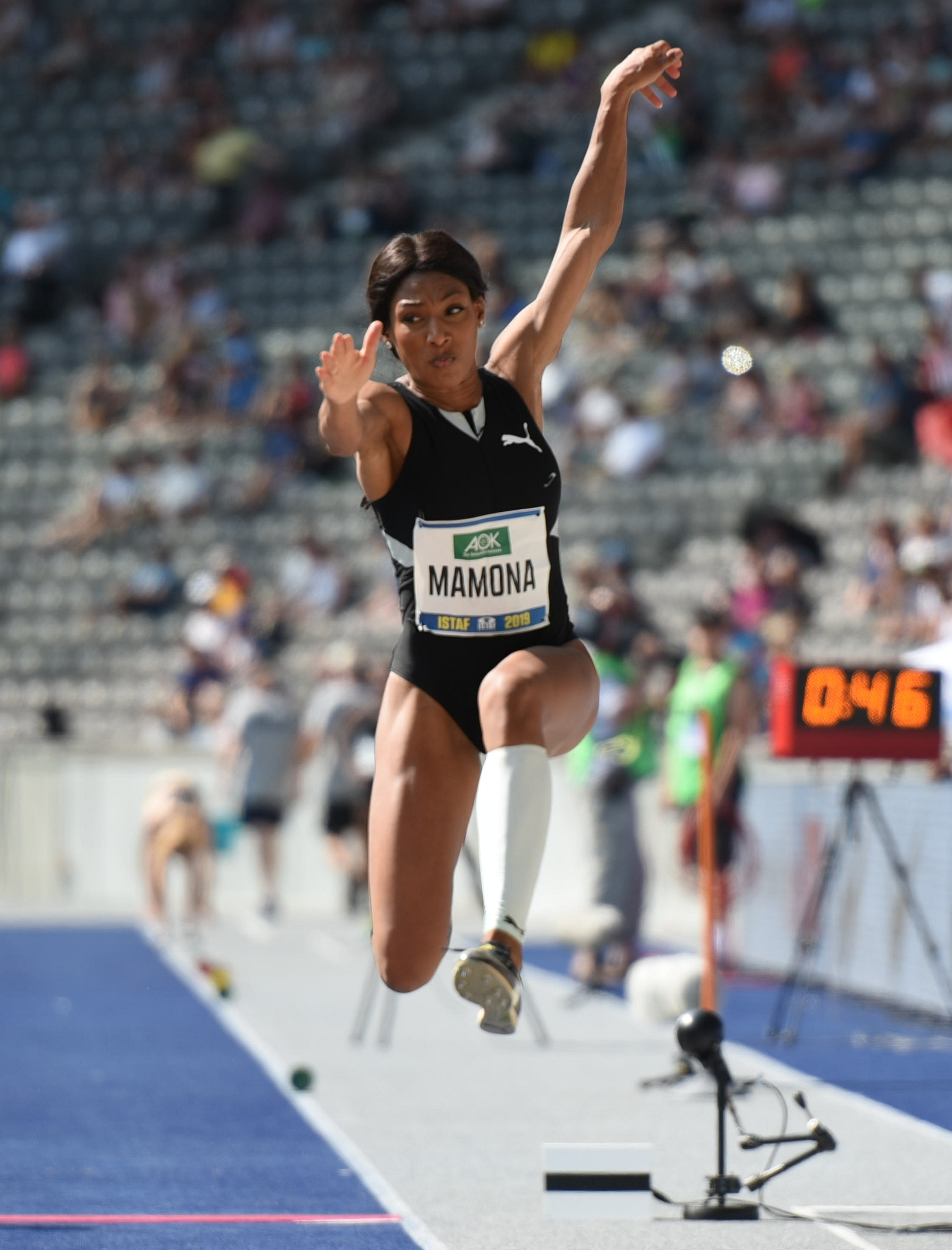
Mamona beim ISTAF Berlin 2019

2019 belegte sie bei den Halleneuropameisterschaften in Glasgow mit einer Weite von 14,43 m im Finale den vierten Platz. Die Halleneuropameisterschaften 2021 in der Arena Toruń gewann sie mit einem neuen portugiesischen Hallenrekord von 14,53 m. Beim Dreisprungfinale der Olympischen Spiele 2020, das am 1. August 2021 im neuen Nationalstadion in Tokio ausgetragen wurden, ersprang sie mit 15,01 m die Silbermedaille.

### Portugiesische Rekorde
Bei den Olympischen Spielen in Tokio verbesserte sie ihren portugiesischen Rekord im ersten Versuch auf 14,91 m und im dritten Versuch auf 15,01 m. Diesen hatte sie vorher schon mehrmals verbessert, zum Beispiel auf 14,66 m beim Herculis am 9. Juli 2021 im Stade Louis II in Monaco, mit ihren 14,65 m bei ihrem sechsten Platz bei den Olympischen Spielen 2016 in Rio de Janeiro, mit 14,52 m, die sie am 29. Juni 2012 in Helsinki sprang und davor 14,42 m vom 31. Juli 2011 in Lissabon.
Sie hält ebenfalls den portugiesischen Rekord in der Halle. Diesen konnte sie mehrmals verbessern: Nach 13,85 m am 13. März 2010 in Fayetteville (Arkansas), sprang sie 13,94 m, am 19. Februar 2012 in Espinho, 13,99 m in der Qualifikation der Halleneuropameisterschaften 2013 in Göteborg und am 14,36 m am 22. Februar 2014 bei der Vereinsmeisterschaft von Sporting Lissabon in Pombal. Etwa fünf Jahre später steigerte Mamona sich erneut, nach 14,36 m beim Indoor Meeting Karlsruhe verbesserte sie ihren Hallenrekord am 8. Februar 2019 bei der IAAF World Indoor Tour in Madrid zuerst auf 14,38 m und dann auf 14,44 m. Bei den Halleneuropameisterschaften 2021 steigerte sie ihren portugiesischen Hallenrekord auf 14,53 m.

## Persönliche Bestleistungen
- Dreisprung: 15,01 m am 1. August 2021 in Tokio (portugiesischer Rekord), Silbermedaille Olympia 2021
  - Dreisprung (Halle): 14,53 m am 7. März 2021 in Toruń (portugiesischer Rekord)

## Auszeichnungen
- 2016: Komtur des Ordens für Verdienst für ihre Goldmedaille bei der Europameisterschaft 2016[5]